# Macropsis ferrugineoides
Macropsis ferrugineoides är en insektsart som beskrevs av Van Duzee 1889. Macropsis ferrugineoides ingår i släktet Macropsis och familjen dvärgstritar. Inga underarter finns listade i Catalogue of Life.